# Том-Гаральд Гаген
Том-Гаральд Гаген (норв. Tom Harald Hagen; нар. 1 квітня 1978, Груе, Гедмарк, Норвегія) — норвезький футбольний арбітр.

## Кар'єра
Гаґен почав свою кар'єру рефері в 1994 році. Після 50 матчів в другій лізі підвищений до арбітра Тіппеліги — норвезької прем'єр ліги у 2006 році. У 2009 році став арбітром категорії ФІФА, в 2010 році — першої категорії УЄФА.19 жовтня 2011 дебютував, як рефері, в Лізі чемпіонів УЄФА в матчі Мілан — БАТЕ, який закінчився перемогою Мілана з рахунком 2-0. У 2012 був підвищений з першої категорії УЄФА до арбітра категорії УЄФА «елітного розвитку».
Включений до списку арбітрів чемпіонату Європи 2012, які будуть виконувати функції четвертого (резервного) арбітра.
Обслуговував матчі кваліфікаційного турніру до чемпіонату Європи 2016.

## Особисте життя
У жовтні 2020, Гаген здійснив камінг-аут як гей.